# Kim cương kinh
 Kim cương bát-nhã-ba-la-mật-đa kinh  (zh. 金剛般若波羅密多經, sa. vajracchedikā-prajñāpāramitā-sūtra), là một bộ kinh quan trọng thuộc hệ Bát-nhã-ba-la-mật-đa kinh, được lưu truyền rộng rãi vùng Đông Á. Kinh còn mang những tên ngắn khác là Kim cương kinh,  Kim cương bát-nhã kinh 

## Truyền bản
Hiện có sáu bản dịch của kinh này trong Hán tạng.
1. Kim cương bát-nhã-ba-la-mật kinh (金剛般若波羅蜜經), Cưu-ma-la-thập dịch
2. Kim cương năng đoạn bát-nhã-ba-la-mật kinh (金剛能斷般若波羅蜜經), Đạt-ma-cấp-đa dịch
3. Kim cương bát-nhã-ba-la-mật kinh (金剛般若波羅蜜經), Chân Đế dịch.
4. Kim cương bát-nhã-ba-la-mật kinh (金剛般若波羅蜜經), Bồ-đề-lưu-chi dịch.
5. Năng đoạn kim cương phần (能斷金剛分), hội thứ 9 của bộ Đại bát-nhã kinh, Huyền Trang dịch.
6. Phật thuyết năng đoạn kim cương bát-nhã-ba-la-mật-đa kinh (佛說能斷金剛般若波羅蜜多經), Nghĩa Tịnh dịch.

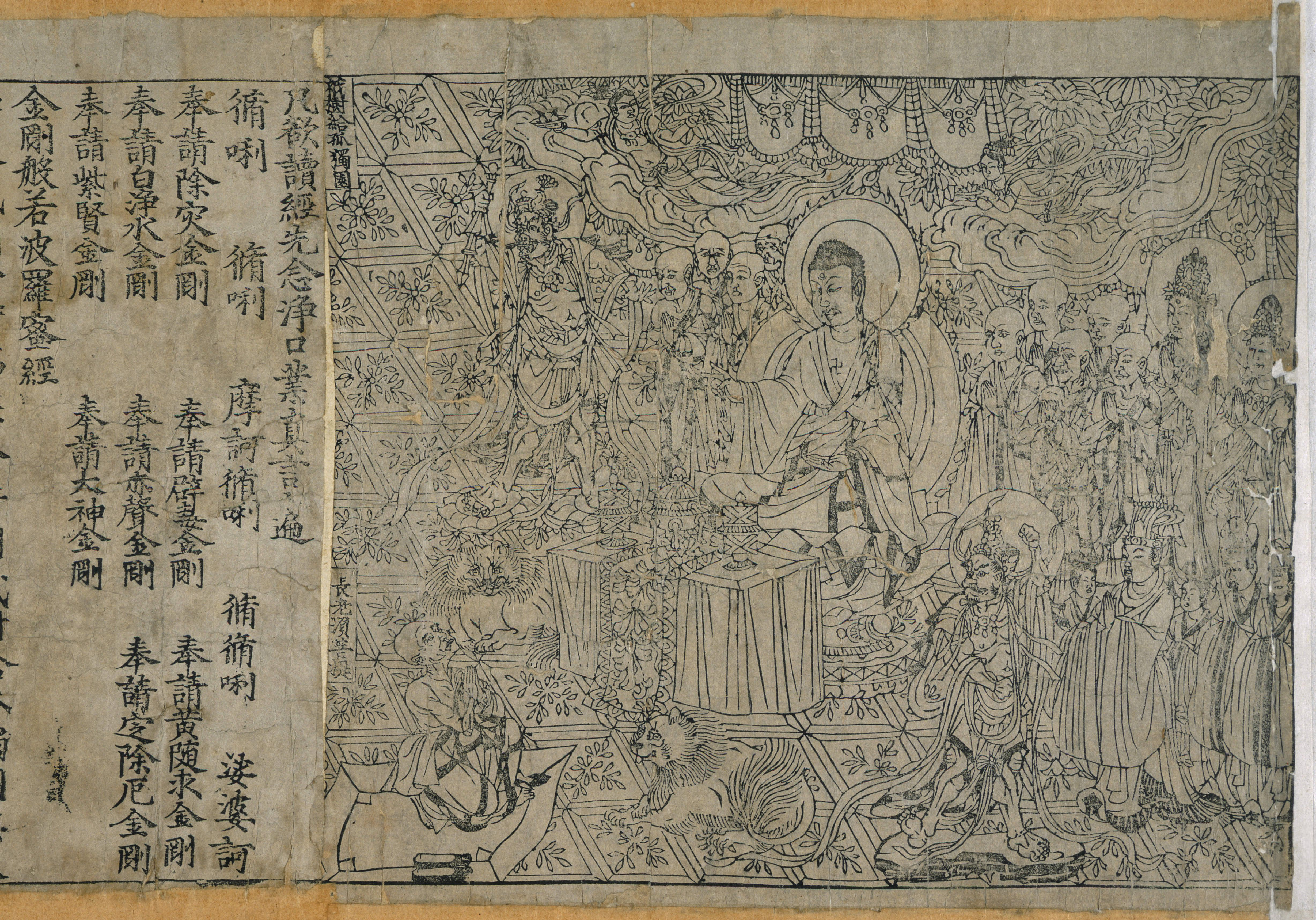
Hình ảnh bản gốc Kim Cương Kinh in đời nhà Đường, năm 868

Phạn bản của kinh này đã được Edward Conze dịch và chú giải. Trong tất cả các bản Hán dịch thì bản của Cưu-ma-la-thập là nổi danh nhất, được dịch sang tiếng Việt nhiều nhất.
Tên Phạn Vajracchedikā Prajñāpāramitā đã được tìm thấy và xác nhận ở nhiều bản dịch, thứ nhất là bản Hán của Đạt-ma-cấp-đa, sau là bản dịch tiếng Tây Tạng và trong tác phẩm Tập Bồ Tát học luận của Tịch Thiên. Nhà Ấn Độ học Max Müller gọi ngắn là Diamond Sutra, ta cũng thường gặp tên ngắn là kinh Kim cương. Nguyên nghĩa của tên Phạn là "Bài kinh về một loại Bát-nhã-ba-la-mật-đa [sắc bén] có khả năng cắt đứt cả kim cương".

## Nội dung kinh
Bộ kinh này bao gồm một cuộc đàm luận giữa Phật và tôn giả Tu-bồ-đề, và như đã thấy trong các bộ kinh Bát-nhã khác, nhiều đoạn văn được dùng để nhấn mạnh công đức khi hành giả trì tụng kinh này. Có lẽ đây là điểm then chốt giải thích sự phổ biến và ảnh hưởng lớn của kinh này tại Đông, Đông Nam Á.
Kinh văn chỉ tập trung vào một vài điểm giáo lý quan trọng và chúng được giải thích triệt để. Những điểm này cụ thể như sau:
1. Hành giả không nên nhìn nhận một "tự ngã" (sa. ātman), một "chúng sinh" (sa. sattva), một "linh hồn" (sa. jīva, thọ mệnh giả) hoặc một "cá nhân" (sa. pudgala, bổ-đặc-già-la) nào cả.
यावन्तः सुभूते सत्त्वाः सत्त्वधातौ सत्त्वसंग्रहेण संगृहीता अण्डजा वा जरायुजा वा संस्वेदजा वौपपादुका वा रूपिणो वारूपिणो वा संज्ञिनो वासंज्ञिनो वा नैव संज्ञिनो नासंज्ञिनो वा यावन्‌ कश्चित्‌ सत्त्वधातुप्रज्ञप्यमानः प्रज्ञप्यते । ते च [MM21] मया सर्वेऽनुपधिशेषे निर्वाणधातौ परिनिर्वापयितव्याः। एवमपरिमाणानपि सत्त्वान्परिनिर्वाप्य न कश्चित्‌ सत्त्वः परिनिर्वापितो भवति। तत्‌ कस्य हेतोः। सचेत्‌ सुभूते बोधिसत्त्वस्य सत्त्वसंज्ञा प्रवर्तेत न स बोधिसत्त्व इति वक्तव्यः। तत्‌ कस्य हेतोः। न स सुभूते बोधिसत्त्वो वक्तव्यो यस्यात्मसंज्ञा प्रवर्तेत सत्त्वसंज्ञा वा जीवसंज्ञा वा पुद्गलसंज्ञा वा प्रवर्तेत।
Tu-bồ-đề, chừng nào còn chúng sinh trong cõi chúng sinh, được tóm lại bằng từ "chúng sinh", hoặc sinh từ trứng, hoặc sinh từ bào thai, hoặc sinh từ chỗ ẩm thấp, hoặc sinh từ sự biến hoá, hoặc có thân sắc, hoặc không có thân sắc, hoặc có thụ tưởng hoặc không có thụ tưởng, hoặc không có thụ tưởng mà cũng không phải không có thụ tưởng, chừng nào còn một ai có thể được nhận thức trong cõi chúng sinh được nhận thức — tất cả chúng sinh ấy đều được Ta dẫn đến cõi vô dư y niết-bàn. Dù đã dẫn vô lượng chúng sinh đến niết-bàn như thế nhưng không một chúng sinh nào được dẫn đến niết-bàn cả.
Vì sao? Tu-bồ-đề, vì được nói rằng: Nếu Bồ Tát còn có thụ tưởng "chúng sinh" thì ông ta không phải là Bồ Tát. Vì sao? Người mang thụ tưởng "tự ngã" — Tu-bồ-đề —, mang thụ tưởng "chúng sinh" hoặc mang thụ tưởng "sĩ phu" hoặc một thụ tưởng "bổ-đặc-già-la", người ấy không được gọi là Bồ Tát.
2. Hành giả không nên nhìn nhận bất cứ một pháp, một thật thể bên ngoài nào vì hoàn toàn không có một pháp nào có thể được nhận thức cả. Và dĩ nhiên, điều này cũng có giá trị cho một phi pháp.
पुनरपरं भगवानायुष्मन्तं सुभूतिम्‌ एतदवोचत्‌। तत्‌ किं मन्यसे सुभूते अस्ति स कश्चिद्धर्मो यस्तथागतेनानुत्तरा सम्यक्सम्बोधिरित्यभिसम्बुद्धः कश्चिद् वा धर्मस्तथागतेन देशितः।
एवमुक्त आयुष्मान्‌ सुभूतिर्भगवन्तमेतदवोचत्‌। यथाहं भगवन्‌ भगवतो भाषितस्यार्थमाजानामि नास्ति स कश्चिद्धर्मो यस्तथागतेनानुत्तरा सम्यक्सम्बोधिरित्यभिसम्बुद्धो नास्ति धर्मो यस्तथागतेन देशितः।
तत्‌ कस्य हेतोः। योऽसौ तथागतेन धर्मोऽभिसम्बुद्धो देशितो वाग्राह्यः (vā + agrāhyaḥ) सोऽनभिलप्यः। न स धर्मो नाधर्मः।
तत्‌ कस्य हेतोः। असंस्कृतप्रभाविता ह्यार्यपुद्गलाः।
Và Thế Tôn lại nói tiếp với Tôn giả Tu-bồ-đề: Ông nghĩ như thế nào Tu-bồ-đề? Có một pháp nào được Như Lai chứng đắc gọi là "Vô Thượng Chính Đẳng Chính Giác" hoặc có một pháp nào đó được Như Lai thuyết hay không?
Sau khi nghe hỏi như vậy, Tôn giả Tu-bồ-đề ứng đáp Như Lai như sau: Bạch Thế Tôn, như Con hiểu ý nghĩa của những gì Thế Tôn dạy thì không có pháp nào được Như Lai chứng đắc gọi là "Vô Thượng Chính Đẳng Chính Giác", không có một pháp nào đó được Như Lai thuyết dạy cả.
Vì sao? Vì ngay pháp được Như Lai chứng ngộ và thuyết giảng không thể nắm bắt và không thể thuyết giảng. Nó không phải pháp, cũng không phải phi pháp.
Vì sao? Vì các thánh nhân xuất hiện trên cơ sở vô vi.
3. Hành giả không nên để tâm lưu trú ở bất cứ nơi nào.
तस्मात्तर्हि सुभूते बोधिसत्त्वेन महासत्त्वेनैवमप्रतिष्ठितं चित्तमुत्पादयितव्यं यन्न क्वचित्प्रतिष्ठितं चित्तमुत्पादयितव्यं न रूपप्रतिष्ठितं चित्तमुत्पादयितव्यं न शब्दगन्धरसस्प्रष्टव्यधर्मप्रतिष्ठितं चित्तमुत्पादयितव्यम्‌।
Thế nên, Tu-bồ-đề, Bồ Tát Ma-ha-tát nên phát triển một tâm thức không nương tựa, nên phát triển một tâm thức không nương tựa bất cứ nơi nào, nên phát triển một tâm thức không nương tựa vào sắc, nên phát triển một tâm thức không nương tựa vào thanh, hương, vị, xúc, pháp.
Tương truyền là khi nghe câu "nên phát triển một tâm thức không nương tựa, nên phát triển một tâm thức không nương tựa bất cứ nơi nào" (Ưng vô sở trụ nhi sinh kì tâm 應無所住而生其心) thì Lục tổ Huệ Năng có ngộ nhập, sau đó đến Ngũ Tổ Hoằng Nhẫn thụ giáo.
Điểm nổi bật của kinh này là cách dùng phương pháp nghịch lý để trình bày vấn đề: Mỗi khái niệm được nêu ra đều có phần đối đãi tương ưng:
तत्किं मन्यसे सुभूते रूपकायपरिनिष्पत्त्या तथागतो द्रष्टव्यः। सुभूतिराह। नो हीदं भगवन्न रूपकायपरिनिष्पत्त्या तथागतो द्रष्टव्यः। तत्कस्य हेतोः। रूपकायपरिनिष्पत्ती रूपकायपरिनिष्पत्तिरिति भगवन्‌ अपरिनिष्पत्तिरेषा तथागतेन भाषिता। तेनोच्यते रूपकायपरिनिष्पत्तिरिति।
Tu-bồ-đề, Ông nghĩ thế nào, Như Lai có thể được thấy qua sự toàn hảo của sắc thân? Tu-bồ-đề nói: Thưa Thế Tôn, không thể được như vậy. Như Lai không thể được thấy qua sự toàn hảo của sắc thân. Vì sao? Thế Tôn, sự toàn hảo của sắc thân được Như Lai dạy dưới danh "sự toàn hảo của sắc thân" chính là "phi toàn hảo", thế mới được gọi là "sự toàn hảo của sắc thân".
Câu kệ cuối bài kinh nguyên văn tiếng Phạn có khác bản dịch của Cưu-ma-la-thập đôi chút. Phạn bản cho 9 vi dụ, trong khi bản Hán chỉ có 6:
Bản Phạn:
तारका तिमिरं दीपो मायावश्यायबुद्बुदं। सुपिनं विद्युदभ्रं च एवं द्रष्टव्यं संस्कृतं।
Như sao đêm, như mắt loạn, như ngọn đèn, như huyễn thuật, như sương mai, như bọt nước, như cơn mộng, như ánh chớp, như đám mây — những gì hữu vi nên được quán chiếu như vậy.
Bản Hán:
一切有爲法
如夢幻泡影
如露亦如電
應作如是觀
Nhất thiết hữu vi pháp
Như mộng huyễn bào ảnh
Như lộ diệc như điện
Ưng tác như thị quán.
Tất cả pháp hữu vi
Như mộng ảo,bọt nước
Như sương sa, điện chớp
Nên quán sát như vậy.